# 奥恰德
奥恰德是匈牙利沃什州的一个村，面积14.34平方公里，人口661人（2004年）。